# Böhmewerft
Die Böhmewerft war eine Kutterwerft in Cuxhaven, die von 1938 bis 1979 bestand und zunächst Kutter für die Fischerei, später auch Sportboote baute und reparierte.

## Vorgeschichte
Als Cuxhaven 1937 mit dem Groß-Hamburg-Gesetz von Hamburg an die preußische Provinz Hannover angegliedert wurde, erfolgte bis 1939 der Bau des Neuen Fischereihafens. An der Ostseite des Schleusenpriels siedelten sich zwischen 1938 und 1945 drei Werftbetriebe an, die sich als „Kutterwerften“ einen Namen machten: Als erste 1938 die Böhmewerft, nach dem Zweiten Weltkrieg 1945 die Mews-Werft sowie die Döscher-Werft.

## Oskar Böhme
Die Böhmewerft war eine Neugründung von Oskar Böhme. Zu seinen biographischen Daten liegt lediglich das Sterbedatum am 8. August 1968 vor. Als Indiz zu seiner Biografie kann das Cuxhavener Adressbuch von 1915 herangezogen werden, in dem nur ein Oskar Böhme eingetragen ist, der von Beruf „Zimmermann“ war.

## Geschichte
Oskar Böhme siedelte sich mit seinem neuen Betrieb im Frühjahr 1938 an der Ostseite des Neuen Fischereihafen in der heutigen Kapitän-Alexander-Straße 19 an. Seine Werft konzentrierte sich von Beginn an auf den Holzschiffbau: Neubauten, Umbauten und die Reparaturen von Kuttern aus der Fischerei und später auch Sportbooten bildeten das Hauptbetätigungsfeld des kleinen Betriebes.
Die Ausstattung der Werft bestand aus einer Motorenschlosserei und Schmiede, Hebewerkzeugen sowie zwei Slipwagen. Ergänzt wurde das Arbeitsgelände durch eine vor 1963 errichteten Neubauhalle. Neben den mit der Bahn angelieferten Holzstämmen begann Oskar Böhme in den 1960er Jahren die Verarbeitung von glasfaserverstärktem Kunststoff (GFK) im Bootsbau. Verwendet wurde das Fiberglas in korrosionsanfälligen Bereichen wie für Rümpfe, Fischräume und dem Eisschutz.

## Neubauten der Werft (Auswahl)
Eine vollständige Bauliste der Böhmewerft existiert bislang nicht in der Literatur – eine Annäherung nach Baujahren:
- 1946 Johanna: als Fischkutter gebaut. 1991 in Privatbesitz und Umbau zur Kutterjacht.[5][6]
- 1946 Henry Syx: Baunummer 18, Fischkutter mit 26 BRT[7]
- 1946 Marie: Fischkutter[7]
- 1948: Kehrwieder: Fischkutter mit 7 BRT[7]
- 1948: Zukunft: Fischkutter mit 7 BRT[7]
- 1948 Grete: als Fischkutter für Otto Huck aus Dorum gebaut, Fischereikennzeichen „DOR 56“.
- 1950 Liesel Denker: als Fischkutter am 24. April 1950 nach Helgoland geliefert. Nach anderen Angaben mit 12 BRT von H. Denker  in Cuxhaven beauftragt.[7]
- 1952 Flottillenboot W18: für den Bundesgrenzschutz aus einem Kriegsfischkutter umgebaut.[8][9]
- 1956 Neptun: als Fischkutter für Rudolf Stelling in Dorum gebaut, Fischereikennzeichen „DOR 6“.[10]
- 1963 Cormoran: als Fischkutter für Max Eder aus Cuxhaven gebaut, Fischereikennzeichen „NC 462“.[11]
- 1964: Boot aus GFK als erster Test hergestellt und an die Firma Holzmann, Seeschleusen-Baustelle Cuxhaven, verkauft.
- 1965 Zweimast Gaffelkutterjacht an einen englischen Hotelkettenbesitzer geliefert.
- 1967 Sonnenland 2: Zweimast-Gaffelkutterjacht an den Bauunternehmer und späteren Lister Bürgermeister Horst-Günther Hisam geliefert. Das Boot hieß in den 1990er Jahren Becks und wurde um 1998 zur Odin mit Heimathafen Monaco.[12] Im Jahr 2000 ist es bei einer Düsseldorfer Party-Schiffe-Vermietung (ISD. Immobilien-Schiffe-Dienstleistungen GmbH) verzeichnet.[13]
- 1968: Zweimast-Gaffelkutterjacht über Hamburg per Schiff an einen US-Amerikaner geliefert.

## Verkauf
Nach dem Tod von Oskar Böhme im Jahr 1968 wurde die Werft noch bis 1979 als eigenständiger Betrieb weitergeführt. 1979 erfolgte der Verkauf an die Familie Detzkeit mit ihrer Reederei NARG, die den Werftbetrieb fortführte. Die Werft firmiert heute als Schiffs- und Yachtwerft Cuxhaven GmbH unter derselben Adresse und ist weiterhin im Bootsbau mit Schwerpunkt Reparaturen sowie als maritimer Dienstleister tätig.